# Billy Lynn hosszú, félidei sétája (film)
Billy Lynn hosszú, félidei sétája (eredeti cím: Billy Lynn’s Long Halftime Walk) 2016-ban bemutatott amerikai–brit háborús dráma, melyet Ang Lee rendezett. A forgatókönyvet Jean-Christophe Castelli írta, Ben Fountain 2012-ben megjelent azonos című regénye alapján. A főszereplők Joe Alwyn, Kristen Stewart, Garrett Hedlund, Vin Diesel, Steve Martin és Chris Tucker.
Az Amerikai Egyesült Államokban, valamint Kínában 2016. november 11-én mutatták be, az Egyesült Királyságban 2017. február 10-én.

## Szereplők
| Színész             | Szerep                                       | Magyar hang         |
| ------------------- | -------------------------------------------- | ------------------- |
| Joe Alwyn           | Billy Lynn, hivatásos katona                 | Dóra Béla           |
| Kristen Stewart     | Kathryn Lynn, Billy idősebbik nővére         | Csuha Borbála       |
| Chris Tucker        | Albert Brown filmproducer                    | Kálloy Molnár Péter |
| Vin Diesel          | Shroom, Billy csapatának tagja)              | Galambos Péter      |
| Garrett Hedlund     | David Dime, személyzeti őrmester             | Simon Kornél        |
| Steve Martin        | Norm Oglesby, Dallasi focicsapat tulajdonosa | Barbinek Péter      |
| Ismael Cruz Cordova | Antonio Holliday közlegény)                  | Gacsal Ádám         |
| Makenzie Leigh      | Faison Zorn                                  | Nagy Katica         |
| Barney Harris       | Kenneth Sykes                                | Czető Roland        |
| Arturo Castro       | Marcellino "Mango" Montoya                   | Szvetlov Balázs     |